# Platyobria lewisi
Platyobria lewisi är en insektsart som beskrevs av Taylor 1987. Platyobria lewisi ingår i släktet Platyobria och familjen rundbladloppor. Inga underarter finns listade i Catalogue of Life.